# Montaric Brown
Montaric Brown (Ashdown, 24 agosto 1999) è un giocatore di football americano statunitense che milita nel ruolo di cornerback per i Jacksonville Jaguars della National Football League (NFL).

## Carriera

### Jacksonville Jaguars
Brown al college giocò a football ad Arkansas. Fu scelto nel corso del settimo giro (222º assoluto) nel Draft NFL 2022 dai Jacksonville Jaguars. Nella sua stagione da rookie disputò 8 partite, di cui una come titolare, mettendo a segno 6 tackle.